# Morti nel 1968/Maggio
| Questa pagina contiene informazioni ricavate automaticamente dalle voci biografiche con l'ausilio del template Bio e di un bot. L'aggiornamento è periodico e automatico e ricostruisce completamente la pagina. Se manca una persona in questa lista, sei pregato di non aggiungerla, ma accertati piuttosto che la sua voce biografica contenga il template Bio e che i dati anagrafici siano correttamente compilati. Se il template Bio manca, inseriscilo tu stesso o, in alternativa, metti l'avviso {{tmp\|Bio}} che ne segnala la mancanza. Se i dati riportati sono sbagliati, correggi direttamente la voce biografica; le modifiche saranno visibili in questa lista entro pochi giorni. Per chiarimenti vedi il progetto biografie. La lista contiene solo le 92 persone che sono citate nell'enciclopedia e per le quali è stato implementato correttamente il template Bio. Pagina aggiornata al 3 mar 2024. |

- 1º maggio - Jack Adams, hockeista su ghiaccio e allenatore di hockey su ghiaccio canadese (n. 1894)
- 1º maggio - Václav Melzer, botanico e micologo ceco (n. 1878)
- 1º maggio - Karl Meuli, filologo classico svizzero (n. 1891)
- 1º maggio - Harold Nicolson, politico, diplomatico e scrittore britannico (n. 1886)
- 3 maggio - Fred Albin, ingegnere statunitense (n. 1903)
- 3 maggio - Marc Amsler, oculista svizzero (n. 1891)
- 3 maggio - Oscar Kreuzer, tennista tedesco (n. 1887)
- 3 maggio - Cesare Lomaglio, generale italiano (n. 1887)
- 3 maggio - Leonid Leonidovič Sabaneev, musicologo, critico musicale e compositore russo (n. 1881)
- 4 maggio - Edgardo Lami Starnuti, politico, avvocato e giornalista italiano (n. 1887)
- 4 maggio - Guillaume Mollat, presbitero e storico francese (n. 1877)
- 4 maggio - Michael Schulien, presbitero, missionario e etnologo tedesco (n. 1888)
- 5 maggio - Albert Dekker, attore statunitense (n. 1905)
- 5 maggio - Rosalie Slaughter Morton, medico e chirurgo statunitense (n. 1876)
- 5 maggio - Martino Trulli, avvocato e politico italiano (n. 1894)
- 5 maggio - Massimo Adolfo Vitale, storico e romanziere italiano (n. 1885)
- 6 maggio - Yenovk Armen, scrittore e giornalista armeno (n. 1883)
- 6 maggio - Will Grohmann, critico d'arte e storico dell'arte tedesco (n. 1887)
- 6 maggio - Toivo Mikael Kivimäki, politico finlandese (n. 1886)
- 6 maggio - Aleksandr Arkad'evič Litvinov, regista cinematografico russo (n. 1891)
- 7 maggio - Luis Brunetto, triplista e lunghista argentino (n. 1901)
- 7 maggio - Mike Spence, pilota di Formula 1 britannico (n. 1936)
- 7 maggio - Lurleen Wallace, politica statunitense (n. 1926)
- 8 maggio - Bruno Landi, tenore italiano (n. 1900)
- 9 maggio - Mercedes de Acosta, poetessa e scrittrice statunitense (n. 1893)
- 9 maggio - Bill Buntin, cestista statunitense (n. 1942)
- 9 maggio - Finlay Currie, attore e cabarettista britannico (n. 1878)
- 9 maggio - Francisco Da Silva Marques, calciatore portoghese (n. 1905)
- 9 maggio - George Dillon, poeta e traduttore statunitense (n. 1906)
- 9 maggio - Albert Lewin, regista, sceneggiatore e produttore cinematografico statunitense (n. 1894)
- 9 maggio - Marion Lorne, attrice statunitense (n. 1883)
- 9 maggio - Emilio Violanti, giornalista e saggista italiano (n. 1923)
- 10 maggio - Scotty Beckett, attore statunitense (n. 1929)
- 10 maggio - Noël Calef, scrittore, traduttore e sceneggiatore italiano (n. 1907)
- 10 maggio - Vasilij Danilovič Sokolovskij, generale e politico sovietico (n. 1897)
- 11 maggio - Nullo Albertelli, ingegnere italiano (n. 1900)
- 11 maggio - Hans Beyeler, calciatore svizzero (n. 1894)
- 12 maggio - Masa Perttilä, lottatore finlandese (n. 1896)
- 13 maggio - Robert Burks, direttore della fotografia statunitense (n. 1909)
- 13 maggio - Ernesto Sande, calciatore argentino
- 14 maggio - Alan Jerrard, aviatore britannico (n. 1897)
- 14 maggio - Husband Kimmel, ammiraglio statunitense (n. 1882)
- 15 maggio - Florence Austral, soprano australiano (n. 1892)
- 15 maggio - Pietro Lingeri, architetto italiano (n. 1894)
- 15 maggio - Mario Riccoboni, velocista italiano (n. 1889)
- 15 maggio - Charles Rollier, pittore svizzero (n. 1912)
- 15 maggio - Margarita Ruiz de Lihory y Resino, nobile spagnola (n. 1893)
- 15 maggio - Vladimir Čestnokov, attore sovietico (n. 1904)
- 16 maggio - Oreste Bogliardi, pittore italiano (n. 1900)
- 16 maggio - Anton Franzen, politico tedesco (n. 1896)
- 17 maggio - Carroll Clark, scenografo statunitense (n. 1894)
- 17 maggio - Pat Convery, pallanuotista irlandese (n. 1896)
- 17 maggio - Franz Erdl, calciatore austriaco (n. 1911)
- 18 maggio - Gustavo Giovannetti, compositore italiano (n. 1880)
- 19 maggio - Emil Schwegler, ginnasta e multiplista statunitense (n. 1879)
- 19 maggio - Wilhelm Trabandt, generale tedesco (n. 1891)
- 20 maggio - Luigi d'Assia-Darmstadt, principe tedesco (n. 1908)
- 20 maggio - Noël Corbu,  francese (n. 1912)
- 20 maggio - Vittorio Morelli, scultore italiano (n. 1886)
- 21 maggio - Arturo Basile, direttore d'orchestra italiano (n. 1914)
- 21 maggio - Livio Gemo, calciatore e imprenditore italiano (n. 1898)
- 21 maggio - Doris Lloyd, attrice inglese (n. 1896)
- 22 maggio - Erik Friborg, ciclista su strada svedese (n. 1893)
- 22 maggio - Daniel Marsh, politico statunitense (n. 1880)
- 23 maggio - Gaudenzio Binaschi, vescovo cattolico italiano (n. 1883)
- 23 maggio - Henry Dumas, poeta e scrittore statunitense (n. 1934)
- 23 maggio - Morris Fisher, tiratore a segno statunitense (n. 1890)
- 23 maggio - Franco Riccardi, schermidore italiano (n. 1905)
- 24 maggio - Angelo Sacchetti Sassetti, storico, funzionario e politico italiano (n. 1873)
- 24 maggio - Emilio Vidal, calciatore e allenatore di calcio spagnolo (n. 1900)
- 25 maggio - Pierre Boël, cestista francese (n. 1911)
- 25 maggio - Giacomo Della Mea, architetto italiano (n. 1907)
- 25 maggio - Charles Feldman, produttore cinematografico statunitense (n. 1904)
- 25 maggio - Georg von Küchler, generale tedesco (n. 1881)
- 26 maggio - Little Willie John, cantante e compositore statunitense (n. 1937)
- 26 maggio - Joseph MacDonald, direttore della fotografia statunitense (n. 1906)
- 26 maggio - Ruggero Vasari, poeta e pittore italiano (n. 1898)
- 26 maggio - Nate Watt, regista statunitense (n. 1889)
- 27 maggio - Philip Vian, ammiraglio inglese (n. 1894)
- 28 maggio - Antonio Conti, avvocato e commediografo italiano (n. 1897)
- 28 maggio - Corbett Davis, giocatore di football americano statunitense (n. 1914)
- 28 maggio - Kees van Dongen, pittore olandese (n. 1877)
- 28 maggio - Jean-Marie Gantois, presbitero belga (n. 1904)
- 28 maggio - Oswald Tower, dirigente sportivo statunitense (n. 1883)
- 29 maggio - Jacques Chardonne, scrittore francese (n. 1884)
- 29 maggio - René Jacolliot, calciatore francese (n. 1892)
- 29 maggio - Erling Lindberg, calciatore norvegese (n. 1903)
- 29 maggio - Stewart Menzies, militare britannico (n. 1890)
- 30 maggio - Martin Noth, ebraista tedesco (n. 1902)
- 31 maggio - Abel Bonnard, poeta, romanziere e saggista francese (n. 1883)
- 31 maggio - Mario Castoldi, ingegnere italiano (n. 1888)
- 31 maggio - Nicola Giunta, scrittore italiano (n. 1895)